# Cézembre
Cézembre è un’isola della Bretagna, nell’Ille-et-Vilaine, Dipartimento di Francia, vicino a Saint-Malo. L’isola è disabitata. La sua superficie misura approssimativamente 18 ettari (44 acri), ha una lunghezza di 750 metri e una larghezza massima di 250.
La costa, sul lato meridionale, che fronteggia Saint-Malo, è sabbiosa. Sugli altri lati è rocciosa e ripida. Come nel resto della Bretagna settentrionale, la differenza tra alta e bassa marea è tra le più ampie del mondo. Fino al diciassettesimo secolo, con la bassa marea, era possibile raggiungere l'isola a piedi da Saint Malo.
Cézembre era abitata da eremiti nei secoli passati e fu il sito di un monastero per un certo periodo. Il marchese Sébastien Le Prestre de Vauban, uno dei più grandi ingegneri militari di tutti i tempi, e una delle maggiori figure della Francia del Re Sole, fortificò l’isola alla fine del diciassettesimo secolo. Cézembre fu successivamente impiegata come luogo di quarantena.
Durante la prima guerra mondiale, l’esercito belga vi trasferì una “compagnia disciplinare”.

## Seconda guerra mondiale
Durante la seconda guerra mondiale, i tedeschi e gli italiani rafforzarono le difese dell’isola che era parte del Vallo Atlantico.
La guarnigione era comandata da Richard Seuss, comandante della Marine Artillerie Abteilung 608, che aveva ai suoi ordini 650 uomini. Di questi, un centinaio, inclusi due ufficiali erano artiglieri di marina appartenenti alla 1ª Divisione Atlantica Fucilieri di Marina della Repubblica Sociale, mentre altri 100 erano ex prigionieri di guerra russi degli Ost-Bataillon.
La maggior parte dei militari italiani era costituita da ex personale della base di Bordeaux, dalla quale operavano i sommergibili per le missioni nell'Oceano Atlantico. Altri erano stati catturati dai tedeschi dopo l'armistizio dell'8 settembre 1943, nei porti di Trieste e La Spezia, ed erano finiti nei campi di concentramento in Germania, da cui erano usciti solo dopo aver aderito alla RSI e quindi inviati nella Manica. A Cézembre gli italiani presidiavano la ridotta a Sud, con una batteria contraerea. Molti erano artiglieri reduci delle battaglie navali del Mar Mediterraneo.
Nel corso dell’operazione Overlord, nell’estate 1944, la piccola isola non venne coinvolta dai combattimenti dello sbarco in Normandia.
Ma quando, ai primi di agosto 1944, gli americani cinsero d'assedio Saint-Malo, i cannoni di Cézembre aprirono il fuoco sulle truppe statunitensi, non cessando di sparare nemmeno dopo che la città si era arresa.
Allora il generale George Patton ordinò un attacco massiccio contro l'isola. Cinque batterie di artiglieria, in quattro giorni scaricarono 11.103 colpi di grosso calibro sull'isolotto. Entrò in azione poi la corazzata britannica HMS Warspite, che per ore sparò bordate da 381 millimetri: ogni proiettile conteneva quasi mezza tonnellata di tritolo. Alcuni bunker vennero colpiti e tutti gli occupanti uccisi.
Il 13 agosto, 68 quadrimotori B-24 Liberator sganciarono 265 tonnellate di ordigni. Quattro giorni dopo, fu la volta di 35 cacciabombardieri P-38 Lightning che sganciarono 68 barili di napalm. In tre settimane, Cézembre fu colpita con 19.729 bombe d'aereo e circa 20.000 proiettili d'artiglieria, quantità mai più superata nemmeno in Vietnam o in Iraq.
Infine, il 2 settembre 1944, l’83rd Infantry Division statunitense lanciò contro l'isola una forza da sbarco, ma quando i mezzi anfibi si avvicinano a Cézembre, sull'isolotto bretone sventolò una bandiera bianca, issata dai marò italiani. Il comandante tedesco, infuriato per quello che considerava un tradimento, accettò di deporre le armi, ma pose agli americani un'unica condizione: una resa separata. In una spiaggetta circondata di macerie, Seuss accolse gli alleati con il saluto nazista. In disparte, i due ufficiali italiani si consegnarono subito dopo, con il resto del contingente italiano. Anche i superstiti vennero trasferiti separatamente: erano 228 tedeschi e 71 marò, tre dei quali feriti.

## Dopoguerra
A causa dell’intenso bombardamento alleato, il paesaggio di Cézembre è stato per decenni brullo e costellato di crateri. L’isola non è stata del tutto sminata e per questa ragione gran parte del suo territorio è considerato zone interdite e delimitata da ferro spinato e cartelli di pericolo.